# Танасиевич, Йован
Йо́ван Танаси́евич (черног. Јован Танасијевић / Jovan Tanasijević; род. 20 января 1978, Приштина, Югославия) — сербский и черногорский футболист, защитник. По окончании карьеры игрока стал футбольным агентом.

## Карьера

### Клубная
Воспитанник клуба «Приштина», в составе которого дебютировал на профессиональном уровне в 1995 году. В 1998—2002 годах защищал цвета «Войводины». В 2003 году перешёл в московское «Динамо», в составе которого дебютировал 16 марта в матче против «Алании» (1:0). В 2006 году арендован «Ростовом» на сезон, где благодаря надёжной и уверенной игре в обороне был признан одним из лучших по итогам сезона. 27 сентября 2008 года забил свой единственный гол в российской Премьер-лиге в матче против «Крыльев Советов» (3:3). После окончания чемпионата России 2009 года покинул «Динамо» и подписал контракт с «Салютом», где выступал до 17 июля 2010 года. Завершил карьеру в «Инджии» 4 сентября 2011 года.

### В сборной
В 1999—2000 годах защищал цвета молодёжной сборной Сербии и Черногории. В 2001 году провёл 3 матча за основную сборную. В 2007—2009 годах выступал за сборную Черногории.

## Достижения
- Бронзовый призёр чемпионата России: 2008
- Финалист Кубка Интертото: 1998
- Победитель Второй лиги Сербии и Черногории: 1996/97